# RPD
Trung liên RPD (Ручной Пулемет Дегтярева - Ruchnoy Pulemyot Degtyareva) là loại súng máy được trang bị cho từng người hoặc tổ bộ binh để tiêu diệt sinh lực địch, mục tiêu lẻ và chi viện cho bộ binh chiến đấu. Súng chỉ bắn ở chế độ liên thanh theo nguyên tắc trích khí. Súng được sử dụng nhiều trong các cuộc chiến tranh sau Thế Chiến thứ hai.

## Lịch sử
Công việc chế tạo vũ khí bắt đầu vào năm 1943. Ba kỹ sư nổi tiếng của Liên Xô đã được yêu cầu nộp các thiết kế của riêng họ: Vasily Degtyaryov, Sergey Gavrilovich Simonov và Alexei Sudayev. Trong số các nguyên mẫu đã hoàn thành chuẩn bị để đánh giá, thiết kế Degtyaryov tỏ ra vượt trội và được chấp nhận phục vụ trong các lực lượng vũ trang Liên Xô như 7,62 mm Ручной Пулемёт Дегтярёва, PПД (RPD, Ruchnoy Pulemyot Degtyaryova hoặc "Súng máy hạng nhẹ Degtyaryov") năm 1944.
Mặc dù RPD đã sẵn sàng để sản xuất hàng loạt trong giai đoạn cuối của Thế chiến II, nó đã được thông qua vào năm 1948 và việc giao vũ khí quy mô lớn đã không bắt đầu cho đến năm 1953.  Trong chiến tranh Việt Nam, RPD và bản sao Trung Quốc của nó (Type 56) đã phục vụ Mặt trận Dân tộc Giải phóng miền Nam Việt Nam và Quân đội Nhân dân Việt Nam như là súng máy hạng nhẹ tiêu chuẩn trong biên chế.
Sau khi giới thiệu các loại vũ khí hỗ trợ kiểu Kalashnikov, chẳng hạn như súng máy RPK và PK vào những năm 1960, RPD đã được rút khỏi hầu hết các đơn vị tiền tuyến của khối Hiệp ước Warsaw. Tuy nhiên, RPD vẫn đang hoạt động ở nhiều quốc gia châu Phi và châu Á. 
Ngoài Liên Xô cũ, vũ khí này được sản xuất tại Trung Quốc (như Type 56 LMG), Ai Cập (Maadi RPD), Bắc Triều Tiên (Type 62) và, từ năm 1956, Ba Lan. [cần trích dẫn]

## Số liệu
- Loại: Súng máy hạng nhẹ
- Nước sản xuất: Liên Xô, Trung Quốc, Việt Nam.
- Nước sử dụng: Liên Xô, Trung Quốc, Việt Nam, các nước khối Đông Âu trước đây, các tổ chức vũ trang khắp thế giới vẫn sử dụng
- Khối lượng: 7,4 kg (không đạn), đủ 100 viên thêm 1,6 kg
- Chiều dài: 1050mm
- Chiều dài nòng súng: 521mm
- Cỡ nòng: 7,62mm
- Tôc độ bắn chiến đấu: 650 - 750 phát/phút
- Tầm bắn ghi trên thước ngắm: 100 - 1000m
- Mục tiêu người nằm: 365m
- Mục tiêu người chạy: 540m
- Bắn máy bay và quân nhảy dù: 500m

- Hộp đạn chứa dây đạn dài 100 viên. Súng chỉ bắn liên thanh.